# Þorsteins saga Síðu-Hallssonar
La Þorsteins saga Síðu-Hallssonar (che in italiano significa Saga di Þorsteinn Síðu-Hallsson) è una saga degli Islandesi scritta in norreno in Islanda intorno al XIII-XIV secolo; l'autore, come per molte di queste saghe, è ignoto. L'editore moderno della Þorsteins saga Síðu-Hallssonar la cui versione è presa da tutti convenzionalmente come standard è l'Íslenzk Fornrít.